# Ігор Євтушенко
І́гор Євтуше́нко (1972) — український спортсмен, чемпіон України, Європи та світу з джіу-джитсу.

## З життєпису
14 років працював водолазом у державній рятувально-водолазній службі в Херсоні, але після того як структуру розформували, довелося змінити професію — став працювати двірником херсонської школи № 57.
Навантаження попередньої роботи, що тримали його у гарній фізичній формі, зникли, і Ігор почав різко набирати вагу. Через це вирішив записатися в якийсь клуб єдиноборств і ходити туди. Спробував бойове самбо — не сподобалось. Якось під час поїздки до Києва, випадково потрапив на тренування з бразильського джіу-джитсу, яке його захопило. Коли повернувся додому, взяв у оренду підвал і разом із сином почав тренуватися самотужки. На той момент Ігорю було 42 роки. Згодом у його зал потягнулися інші люди, для яких Ігор Євтушенко став наставником. Тренував сам себе і всіх, хто до нього приєднався. Згодом почали приходити перші успіхи. Ігор Євтушенко став чемпіоном України та Європи. У 2021 у віці 49 років виграв золоту медаль на чемпіонаті світу джіу-джитсу в Об'єднаних Арабських Еміратах, де він виступав у категорії «Майстер 4» (69 кг). Його суперником у фіналі був представник Азербайджану Азада Джафарзаде (65 років).
Кошти на дорогу до ОАЕ збирав через соціальні мережі.